# The Boys in the Band (peça)
The Boys in the Band é uma peça americana de Mart Crowley. A peça estreou Off-Broadway em 1968 e foi revivida na Broadway para seu 50º aniversário em 2018. A peça gira em torno de um grupo de gays que se reúnem para uma festa de aniversário na cidade de Nova Iorque e foi inovadora por sua representação da vida gay. Foi adaptado para dois longas-metragens em 1970 e 2020.
Uma sequência, The Men from the Boys, estreou em 2002.

## Sinopse
A peça se passa em um apartamento no Upper East Side de Manhattan, "um apartamento duplex elegantemente decorado no leste dos anos 50", e os antecedentes dos personagens são revelados durante uma festa de aniversário.
- Harold comemora seu aniversário. Nas próprias palavras do personagem, uma "fada judia feia e marcada pela varíola",[5] ele fica cada vez mais taciturno com a perda de sua aparência jovem e afirma que não consegue mais atrair rapazes bonitos. No dramatis personae, ele é descrito como "escuro" com um "rosto semítico incomum".[6]
- "Cowboy", um atraente loiro prostituto que "não é muito inteligente"[7] e mais é "muito bonito",[6] é um dos presentes de aniversário de Harold.
- Alan McCarthy, amigo de faculdade casado de Michael[8] e colega de quarto, é um convidado inesperado da festa. Ele está visitando Nova Iorque e ansioso para contar algo a Michael, mas hesita em fazê-lo na frente dos outros. Sugere-se que ele já teve casos homossexuais enquanto estava na faculdade, mas sua orientação sexual nunca é explicitamente declarada, deixando isso para a interpretação do público. A dramatis personae o descreve como "aristocrático" e "anglo-saxão".[6]

A festa é dada pelos seis amigos mais próximos de Harold:
- Michael é o "inimigo"[7] "bem preparado"[6] de Harold, o anfitrião, um católico decaído e também um alcoólatra. Ele é o catalisador para a maior parte do drama da peça.
- Donald é o ex-namorado de Michael, amigo atual (embora a natureza exata de seu relacionamento seja ambígua) que se mudou da cidade para os Hamptons para rejeitar o "estilo de vida" homossexual e está se submetendo à psicanálise. Ele tem "boa aparência americana saudável".[6]
- Bernard é um bibliotecário afro-americano que ainda sente falta do garoto branco rico em cuja casa sua mãe trabalhava como empregada doméstica. No dramatis personae, ele tem “Vinte e oito anos, negro, bonito”.[6]
- Emory é um decorador de interiores extravagante e afeminada. Ele costuma ser exagerado em seu senso de humor, o que serve para irritar os outros.
- Larry é um artista comercial que prefere múltiplos parceiros sexuais e é "extremamente bonito".[6]
- Hank é o namorado que mora com Larry e é casado com uma mulher de quem está separado e está se divorciando. Ele "passa" por ser heterossexual e discorda de Larry na questão da monogamia. Fisicamente, ele é descrito como “sólido, atlético, atraente”.[6]

Durante a festa, o humor toma um rumo desagradável, à medida que os nove homens ficam cada vez mais embriagados. A festa culmina com um “jogo”, onde cada homem deve ligar para alguém que amou e contar sobre isso. Michael, acreditando que Alan finalmente se "revelou" quando faz sua ligação, pega o telefone dele e descobre que Alan ligou para sua esposa. O público nunca descobre o que Alan pretendia discutir com Michael no final.

## Título e criação
The Boys in the Band foi escrito pelo dramaturgo americano Mart Crowley. Em 1957, Crowley começou a trabalhar para diversas produtoras de televisão, antes de conhecer Natalie Wood no set de seu filme Splendor in the Grass, enquanto trabalhava como assistente de produção. Wood o contratou como seu assistente, principalmente para lhe dar bastante tempo livre para trabalhar em sua peça com tema gay. Wood, amiga próxima de Crowley, o inspirou a se mudar de Nova Iorque para Hollywood. De acordo com Gavin Lambert, amigo de Crowley, Wood simpatizava com a cena gay de Hollywood e apoiou Crowley financeiramente para que ele estivesse livre para escrever sua peça. Crowley trabalhou como assistente de Wood e seu marido Robert Wagner por muitos anos.
Depois que várias produções de filmes de Hollywood nas quais ele ajudava foram canceladas, sua amiga rica Diana Lynn o contratou para cuidar de sua casa. Ele morava na mansão georgiana de Hollywood, onde só precisava "dar jantares e beber até cair no esquecimento". Ele começou a escrever em vez de beber, e começou a trabalhar em The Boys in the Band.
Crowley contou a Dominick Dunne sobre o título: "É aquela frase em A Star Is Born quando James Mason diz a uma perturbada Judy Garland 'You're singing for yourself and the boys in the band.'"
De acordo com Crowley, sua motivação ao escrever a peça não foi o ativismo, mas a raiva que "tinha parcialmente a ver comigo mesmo e com minha carreira, mas também tinha a ver com a atitude social das pessoas ao meu redor e com as leis da época". Ele diz que “queria que a injustiça de tudo isso - para todos aqueles personagens - fosse conhecida”. Crowley também declarou: "Eu não era um ativista, nem naquela época nem agora. Não sabia o que me atingiu. Apenas escrevi a verdade."
Crowley não escondeu que todos os personagens foram baseados em pessoas reais de sua vida, com Michael lembrando-o de si mesmo, descrevendo o personagem como "uma pessoa complexa que está ciente do que é politicamente correto, mas tem uma espécie de desprezo por isso". Ele chamou Donald de "um contraste para Michael" e foi inspirado por um amigo engraçado de quem ele periodicamente recebia comentários irônicos. No documentário de 1995 The Celluloid Closet, Crowley explicou: "O humor autodepreciativo nasceu de uma baixa auto-estima, de uma noção do que os tempos lhe diziam sobre você." Em The Boys in the Band: Something Personal, um pequeno documentário que acompanha o lançamento da adaptação cinematográfica de 2020 pela Netflix, Crowley esclareceu que Donald foi baseado em Douglas Murray, a quem a peça foi dedicada. Harold, o personagem cujo aniversário estava sendo comemorado, é uma cifra do dançarino/coreógrafo Howard Jeffrey, que morreu em 1988 de AIDS, a quem a peça também foi dedicada. Crowley pegou uma das falas principais da peça, "Eu tento mostrar um pouco de carinho; isso me impede de me sentir um prostituto", de um prostituto com quem ele dançou em Fire Island, dizendo: "Eu não poderia, não escrevo nada tão bom!".

## Histórico de produção

### Estreia off-Broadway, 1968
Enquanto Crowley apresentava o roteiro, os primeiros agentes ficaram longe do projeto, e ele foi defendido pelo dramaturgo Edward Albee e Richard Barr, que na época era chefe das Unidades de Dramaturgos em Nova Iorque. Para a produção, foi "quase impossível encontrar" atores dispostos a interpretar personagens gays. Um antigo amigo de faculdade de Crowley, Laurence Luckinbill, de 33 anos, concordou em interpretar Hank, apesar das advertências de seu agente de que isso encerraria sua carreira, embora a própria agente fosse lésbica. Foi difícil para Crowley encontrar produtores e proprietários de teatro interessados.
A peça estreou off-Broadway em 14 de abril de 1968, no Theatre Four, e encerrou em 6 de setembro de 1970, após 1.001 apresentações. Dirigido por Robert Moore, o elenco incluía Kenneth Nelson como Michael, Peter White como Alan McCarthy, Leonard Frey como Harold, Cliff Gorman como Emory, Frederick Combs como Donald, Laurence Luckinbill como Hank, Keith Prentice como Larry, Robert La Tourneaux como Cowboy e Reuben Greene como Bernard. A peça foi uma das primeiras obras a apresentar uma história centrada nos homossexuais. Em 1968, embora originalmente programado para ter apenas cinco apresentações em um pequeno local off Broadway, foi um sucesso rápido e foi transferido para um teatro maior. Ele também teve uma exibição em Londres. Os atores da estreia, como Laurence Luckinbill, abriram um buraco no set para que pudessem espionar quem estava nos melhores assentos da casa e, nas primeiras semanas, viram Jackie Kennedy, Marlene Dietrich, Groucho Marx, Rudolf Nureyev e o então Prefeito de Nova Iorque, John Lindsay. Apesar do sucesso da peça, todos os membros gays da companhia original permaneceram no armário após a estreia. Entre 1984 e 1993, cinco dos homens gays da produção original (assim como o diretor Robert Moore e o produtor Richard Barr) morreram na epidemia de AIDS que se seguiu.

### Reavivamentos off-Broadway e Londres
A peça foi revivida Off-Broadway no Lucille Lortel Theatre em 1996, de 6 de agosto a 20 de outubro, após sua exibição inicial com ingressos esgotados no WPA Theatre. The Boys in the Band foi apresentado pela Transport Group Theatre Company, de Nova Iorque, de fevereiro de 2010 a 14 de março de 2010, dirigido por Jack Cummings III.
Uma encenação em Londres em outubro de 2016 no Park Theatre foi o primeiro revival lá em duas décadas. Posteriormente, foi transferido para o Vaudeville Theatre no West End. Avaliado positivamente, inclusive no The Observer, a produção estrelou Mark Gatiss como Harold e Ian Hallard como Michael, com Daniel Boys, Jack Derges, James Holmes, John Hopkins, Greg Lockett, Ben Mansfield, e Nathan Nolan. A produção foi indicada para dois prêmios no WhatsOnStage Awards de 2017: Melhor Revivificação de Peça e Melhor Produção Off-West End, com Hallard indicado como Melhor Ator em Peça.

### Produção da Broadway, 2018
Uma produção da Broadway de The Boys in the Band, dirigida por Joe Mantello, estreou em prévias no Booth Theatre em 30 de abril de 2018, oficialmente em 31 de maio, e durou até 11 de agosto de 2018. Esta produção, encenada para o 50º aniversário de a estreia original da peça foi estrelada por Matt Bomer, Jim Parsons, Zachary Quinto e Andrew Rannells, bem como Charlie Carver, Brian Hutchison, Michael Benjamin Washington, Robin de Jesús e Tuc Watkins. Quinto interpretou Harold, cujo aniversário estabelece a premissa. Todos os atores que participaram da produção de 2018 são abertamente gays.
Esta produção ganhou o Tony Award de Melhor Revivificação de uma Peça de 2019, e Robin de Jesús foi indicado ao Tony Award de Melhor Ator Coadjuvante em uma Peça.

## Recepção e impacto
Quando The Boys in the Band estreou em 1968, o grande público ficou chocado. A peça foi descrita no livro de William Goldman The Season: A Candid Look at Broadway, um relato da temporada 1967-1968. No mesmo ano, foi lançado um conjunto de LPs de vinil de dois discos, contendo o diálogo completo da peça dublado pelos atores originais. Crowley escreveu a sequência de 2002, The Men from the Boys.

Em 2002, Peter Filichia do Theatre Mania afirmou que a produção original da peça ajudou a inspirar a rebelião de Stonewall em 1969 e o movimento pelos direitos dos homossexuais.
Depois que os gays viram The Boys in the Band, eles não se contentariam mais em se considerarem patéticos e não seriam mais vistos como tal. Agora que [os personagens] tiraram seus sentimentos do armário, esta nova geração ousaria ser diferente. E, assim como a visão de alguns brancos sobre os negros mudou depois de ver A Raisin in the Sun, o mesmo aconteceu com a perspectiva de muitos heterossexuais depois de pegarem The Boys in the Band. Alguns que conheço pessoalmente sentiram-se péssimos e – eu vi isto acontecer! – na verdade mudaram a forma como tratavam os gays.
Em 2004, David Anthony Fox, do Philadelphia City Paper, elogiou esta peça, suas frases curtas e sua apresentação ao vivo na Filadélfia. Ele rebateu as críticas de que a peça retratava "homens gays urbanos como narcisistas, amargos e superficiais".
Em 2010, Elyse Summer, em sua crítica para CurtainUp, chamou-o de um "truque inteligente" cheio de "personagens auto-homofóbicos e de baixa autoestima" datados. No mesmo ano, Steve Weinstein do site Edge chamou-o de "Shakespeare".

## Prêmios e indicações
| Ano  | Associações                  | Categoria                                    | Nomeações                              | Resultado |
| ---- | ---------------------------- | -------------------------------------------- | -------------------------------------- | --------- |
| 1968 | Obie Award                   | Desempenho Distinto de um Ator (8 premiados) | Cliff Gorman                           | Venceu    |
| 1997 | Obie Award                   | Desempenho Distinto (11 premiados)           | David Greenspan                        | Venceu    |
| 2019 | Broadway.com Audience Awards | Matt Bomer                                   | Ator favorito em uma peça              | Indicado  |
| 2019 | Broadway.com Audience Awards | Matt Bomer                                   | Atuação inovadora favorita (masculina) | Indicado  |
| 2019 | Broadway.com Audience Awards | Charlie Carver                               | Atuação inovadora favorita (masculina) | Indicado  |
| 2019 | Tony Awards                  | Melhor Renascimento de uma peça              | The Boys in the Band                   | Venceu    |
| 2019 | Tony Awards                  | Melhor Ator Coadjuvante em uma peça          | Robin de Jesús                         | Indicado  |

## Sequência
Em 2002, Crowley escreveu The Men from the Boys, uma sequência da peça, que se passa 30 anos após o original. Estreou em São Francisco em 2002, dirigido por Ed Decker, e foi produzido em Los Angeles em 2003.

## Adaptações cinematográficas
A peça foi adaptada para um longa-metragem pela Cinema Center Films em 1970, dirigido por William Friedkin.
Ryan Murphy produziu uma segunda adaptação cinematográfica para a Netflix com o elenco do revival da Broadway de 2018 e direção de Joe Mantello.